# Деймон Гілл
Деймон Гілл (Деймон Грем Деверо Гілл; англ. Damon Graham Devereux Hill, 17 вересня 1960 р. в Лондоні) — англійський автогонщик, чемпіон світу в класі Формула-1 1996 року. У Формулі-1 Гілл провів 8 сезонів, брав участь у 122 гран-прі, стартував з поула 20 разів і виграв 22 гонки.
Одружений, батько 4 дітей.

## Біографія

### До Формули-1

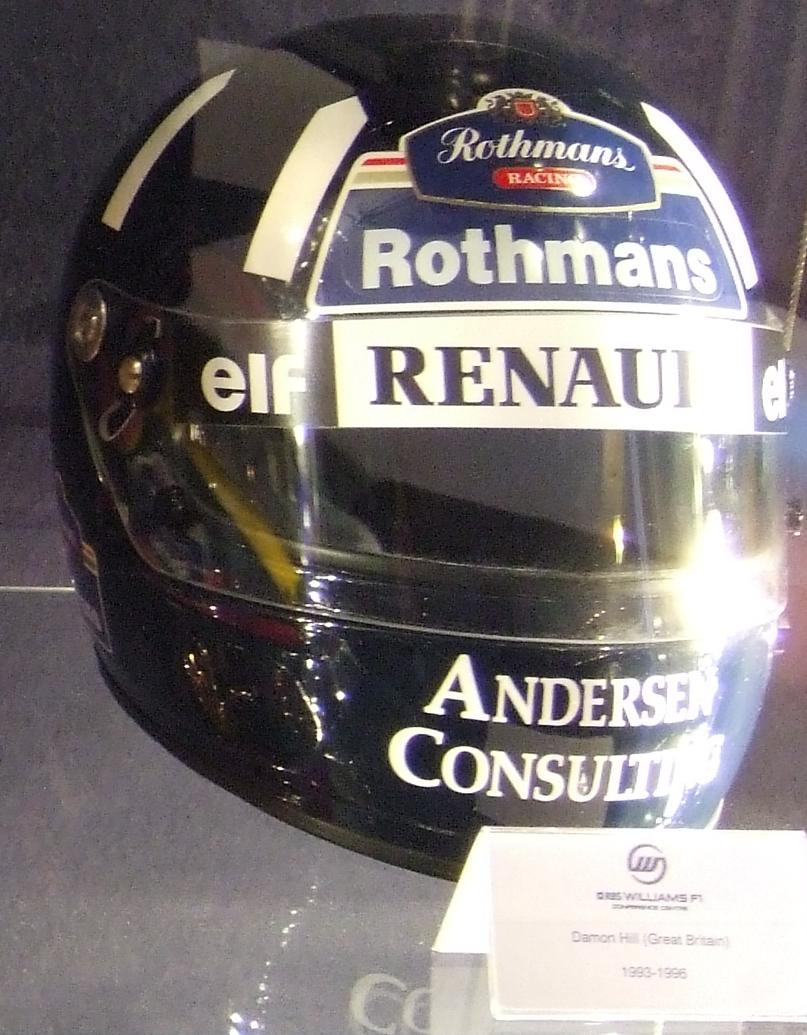
Шолом Деймона Гілла

Його батько — Грем Гілл, був дворазовим чемпіоном світу у Формулі-1, загинув у 1975 році, коли Деймону було всього 15 років.
Гоночну кар'єру Деймон почав з мотогонок. У 1984 році він виграв в англійській серії мотогонок на мотоциклі Yamaha TZ350, після чого за наполяганням матері, яка особисто оплатила навчальний курс, поступив в гоночну школу і, закінчивши її, почав їздити в гонках чемпіонату Формула-Форд-1600. У цей час Гіллу було вже 24 роки, а, наприклад, його суперникові Марку Бланделлу (теж майбутньому пілотові Ф-1) - всього 18.
У 1986-1988 рр. брав участь в британському чемпіонаті Формула-3, зайняв відповідно 9-е, 5-е і 3-е місця. Щоб вболівати за молодшого Гілла, Джордж Гаррісон, один із знаменитостей «ліверпульської четвірки», у вільні дні приїжджав на старти Формули-3, як потім і на Гран-прі. Брав участь Деймон і в двох гонках Формули-3000, але потім закінчилися спонсорські гроші, і в 1989 році він не зміг брати участь у серйозних змаганнях.
У 1990-1991 разом з Гері Бребема, сином Джека Бребема, брав участь в чемпіонаті Формула-3000, але значних результатів не досяг. У 1991 році йому надійшла пропозиція працювати у Формулі-1 тест-пілотом у команді Вільямс, щоб замінити місце, що залишилося вакантним після Марка Бланделла, що пішов у Макларен. Вільямсу, що боровся за титул та кубок конструкторів, був потрібен тест-пілот, оскільки Найджел Менселл не любив працювати на тестах.

### Формула-1, 1992-1996
У 1992 році, у 32 роки, він, паралельно з роботою тест-пілота, дебютує в Гран-прі в команді Бребема, втім, команда була в занепаді і проводила свій останній в історії сезон. Гілл зміг пройти кваліфікацію тільки в двох гонках. Ален Прост підписав контракт з Вільямсом на 1993 рік, і команді потрібно було визначитися з напарником. Забезпечивши собі титул чемпіона 1992 року, Менселл став вимагати зарплату 15 мільйонів доларів за наступний сезон. Айртон Сенна, заявив, що готовий їздити задарма, але Вільямс не хотів повторювати у себе скандалів, що відбулися між Сенною і Простом у Макларені. Тому напарником вибрали надійного, але без претензій на високі досягнення Гілла.
У 1993 році Гілл добився добрих результатів, регулярно фінішував на подіумі, а з 11 по 13 етапи в Угорщині, Бельгії і Італії здобув три поспіль перемоги, і посів 3-є місце в чемпіонаті.

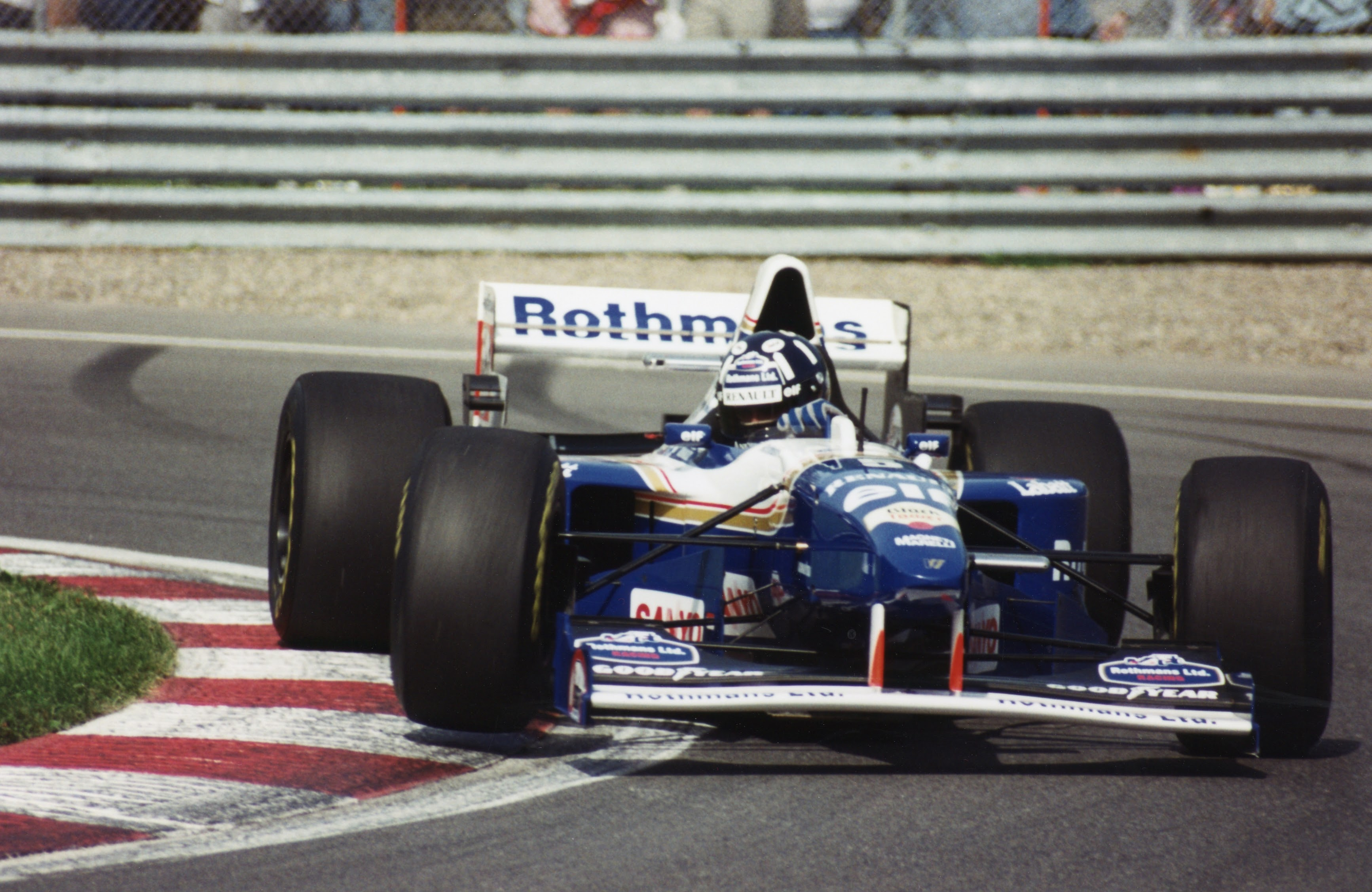
Деймон Гілл за кермом «Вільямса» на Гран-прі Канади 1995

У 1994 замість Проста в Вільямс прийшов Сенна і Гілл знову повинен був бути напарником претендента на титул, але на третьому етапі в Імолі Сенна загинув, і лідером команди став сам Гілл. Він зміг почати боротьбу з Шумахером,який пішов у відрив, здобути 6 перемог у перегонах і до останнього етапу скоротити відставання до 1 очка. На Гран-прі Австралії він переслідував Шумахера, той помилився і пошкодив свою машину, але повернувся на трасу. Гілл пішов в атаку — і автомобілі претендентів на титул зіткнулися. На пошкодженому «Вільямсі» Гілл не міг продовжувати гонку, і чемпіоном став Шумахер.
Сезон 1995 року склався не краще. Шумахер гарантував собі чемпіонство заздалегідь, Гілл зайняв 2-е місце, а через вибуття на останніх етапах Гілл і Девід Култхард не змогли виграти для Вільямса кубок конструкторів, як у попередньому сезоні.
У 1996 році єдиним потенційним суперником Гілла був його напарник Жак Вільнев (син Жиля Вільнева), чемпіон американської гоночної серії Індікар. Гілл здобув 8 перемог і, незважаючи на ряд невдач в кінці чемпіонату, мав комфортну перевагу в 9 очок над Вільневом і закінчив сезон перемогою в Судзукі. Перший раз у Формулі-1 син чемпіона світу став чемпіоном. Багато в чому відсутність істотної переваги над дебютантом чемпіонату Вільневом, включаючи і кілька програних у стартах з поула, визначили охолодження до Гіллу з боку керівника команди Френка Вільямса.

### Формула-1, 1997-1999

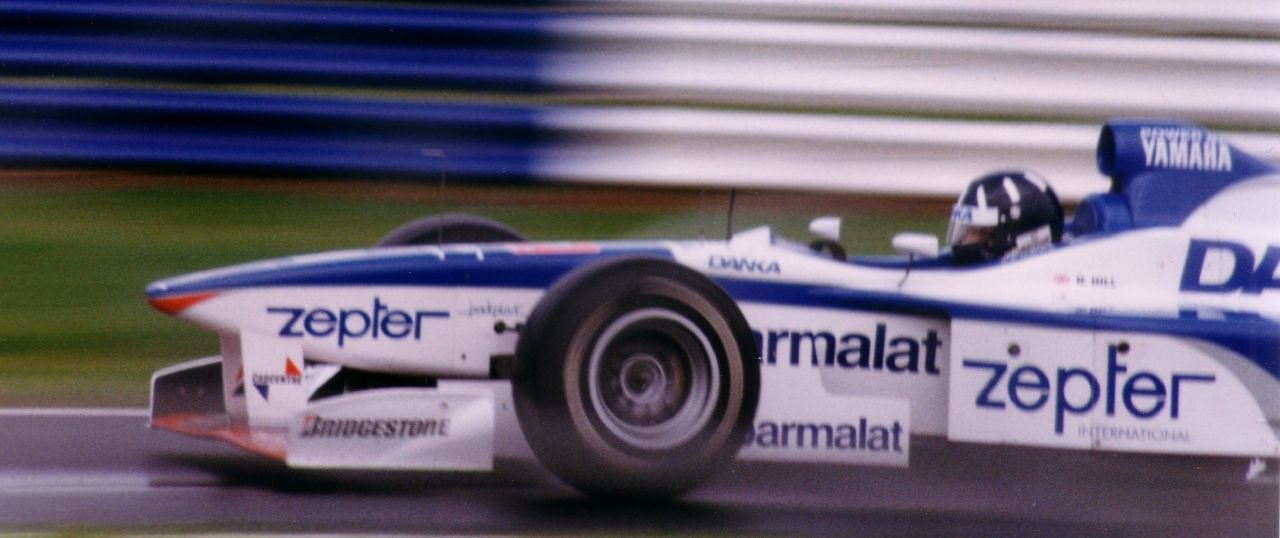
Деймон Хілл за кермом «Ерроуз-Ямаха»

Вільямс не продовжив контракт з Гіллом на 1997 рік, він перейшов в команду-аутсайдер Ерроуз. У команду прийшли нові спонсори, був підписаний контракт з «Ямаха» на постачання двигунів, з постачальником шин «Бріджстоуном». Однак результати не виправдовували очікувань. На першому етапі машина підвела його на інсталяційному колі, потім були старти з хвоста пелетону, сходи з технічних причин. Перше очко в чемпіонаті Гілл зміг взяти тільки на 9 етапі в Сільверстоуні.

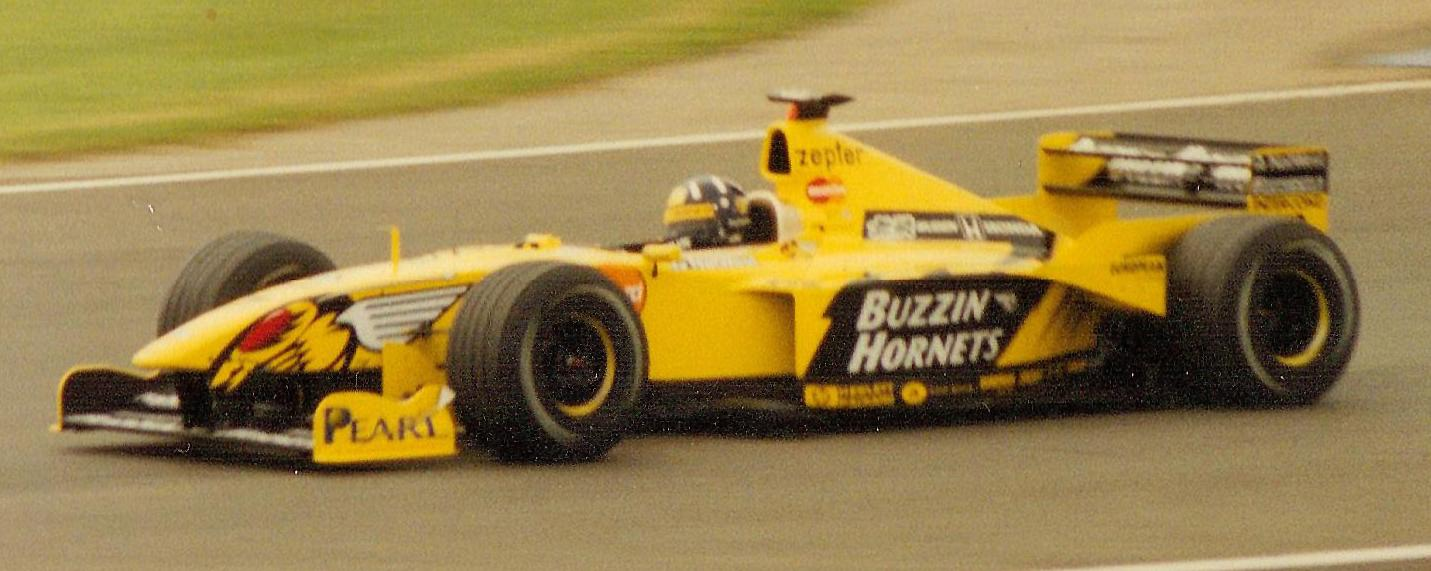
Деймон Гілл за кермом «Джордан» на Гран-Прі Великої Британії 1999

На 11 етапі в Угорщини сталося подія, яка стала однією з найяскравіших в кар'єрі Гілла. Сам Гілл з часу мотогонок воліє плавним стилем управління машиною, і траса Хунгароринг — найкраще в чемпіонаті підходить для цього. Саме тут він здобув свою першу перемогу в 1993, а в 1997 несподівано зміг кваліфікуватися третім. На старті він вийшов на 2-е місце, а потім через проблеми з гумою «Гудієр» у суперників Гілл став лідером. Але на останньому колі у Ерроуз заклинило коробку на третій передачі, і Жак Вільнев, який безнадійно відстав на півхвилини, зміг наздогнати Гілла і об'їхати по гравію. Гілл зайняв 2-е місце.
В 1998 році він шукав собі більш конкурентоспроможну команду і перейшов в Джордан, його напарником був Ральф Шумахер. Разом вони змогли виграти для команди 4-е місце в кубку конструкторів. На Гран-прі Бельгії 1998 Гілл стартував з 3-ї позиції, позаду лише двох Макларенів, і в гонці під дощем здобув перемогу.
У 1999 році його напарником був Гайнц-Гаральд Френтцен, який пішов з Вільямса. Цей сезон для Гілла залишився невдалим, він ні разу не зміг піднятися на подіум, набравши за сезон всього 7 очок. Команда ж з 61 очками посіла найкраще у своїй історії 3-є місце в кубку конструкторів.

### Після Формули-1
У Гілла і дружини Джорджії 4 дітей, після закінчення гоночної кар'єри він написав багато статей для журналу F1 Racing, заснував компанію, що займається лізингом машин P1 International, став президентом престижного британського гоночного клубу BRDC, зайнятий у дилерство автомобілів Audi.
Пішовши з гонок він заявив, що більше не буде в них брати участь, що «залишив Формулу-1, щоб більше часу проводити з сім'єю, і я не збираюся знову виступати в гонках». Час від часу бере участь в окремих шоу. У 2006 році він проїхав кілька показових кіл за кермом машини чемпіонату ДТМ.

## Повна таблиця результатів
| Приклад      | Опис                                                              |
| ------------ | ----------------------------------------------------------------- |
| 1            | Переможець                                                        |
| 2            | Друге місце                                                       |
| 3            | Третє місце                                                       |
| 5            | Фінішував у очковій зоні                                          |
| 12           | Фінішував поза очковою зоною                                      |
| НКЛ          | Фінішував, але не класифікований                                  |
| Схід         | Не фінішував і не класифікований                                  |
| НКВ          | Не кваліфікований                                                 |
| НПКВ         | Не передкваліфікований                                            |
| ДСК          | Дискваліфікований                                                 |
| ТТР          | Брав участь тільки в тренуваннях                                  |
| тест         | Тестер по п'ятницях (з 2003 року)                                 |
| НС           | Брав участь у Гран-прі як бойовий пілот, але не стартував у гонці |
| Т            | Травмований чи хворий                                             |
| Викл         | Виключений із протоколу                                           |
| Від          | Відмова від участі                                                |
| НТР          | Не брав участі в тренуваннях                                      |
| НПР          | Не прибув на Гран-прі                                             |
| С            | Гонка скасована                                                   |
|              | Не брав участі                                                    |
| Жирний шрифт | Поул-позиція                                                      |
| Курсив       | Швидке коло                                                       |

Жирним шрифтом позначені етапи, на яких гонщик стартував з поулу.
Курсивом позначені етапи, на яких гонщик мав найшвидше коло.
| Рік  | Команда | 1        | 2        | 3        | 4        | 5        | 6        | 7        | 8        | 9        | 10       | 11     | 12       | 13       | 14       | 15       | 16       | 17       | Місце в чемпіонаті | Очки в чемпіонаті |
| ---- | ------- | -------- | -------- | -------- | -------- | -------- | -------- | -------- | -------- | -------- | -------- | ------ | -------- | -------- | -------- | -------- | -------- | -------- | ------------------ | ----------------- |
| 1992 | Бребем  | RSA      | MEX      | BRA      | ESP НКВ  | SMR НКВ  | MON НКВ  | CAN НКВ  | FRA НКВ  | GBR 16   | GER НКВ  | HUN 11 | BEL      | ITA      | POR      | JPN      | AUS      |          | -                  | 0                 |
| 1993 | Вільямс | RSA Схід | BRA 2    | EUR 2    | SMR Схід | ESP Схід | MON 2    | CAN 3    | FRA 2    | GBR Схід | GER 15   | HUN 1  | BEL 1    | ITA 1    | POR 3    | JPN 4    | AUS 3    |          | 3                  | 69                |
| 1994 | Вільямс | BRA 2    | PFC Схід | SMR 6    | MON Схід | ESP 1    | CAN 2    | FRA 2    | GBR 1    | GER 8    | HUN 2    | BEL 1  | ITA 1    | POR 1    | EUR 2    | JPN 1    | AUS Схід |          | 2                  | 91                |
| 1995 | Вільямс | BRA Схід | ARG 1    | SMR 1    | ESP 4    | MON 2    | CAN Схід | FRA 2    | GBR Схід | GER Схід | HUN 1    | BEL 2  | ITA Схід | POR 3    | EUR Схід | PFC 3    | JPN Схід | AUS 1    | 2                  | 69                |
| 1996 | Вільямс | AUS 1    | BRA 1    | ARG 1    | EUR 4    | SMR 1    | MON Схід | ESP Схід | CAN 1    | FRA 1    | GBR Схід | GER 1  | HUN 2    | BEL 5    | ITA Схід | POR 2    | JPN 1    |          | 1                  | 97                |
| 1997 | Ерроуз  | AUS НС   | BRA Схід | ARG Схід | SMR Схід | MON Схід | ESP Схід | CAN 9    | FRA' 12  | GBR 6    | GER 8    | HUN 2  | BEL 13   | ITA Схід | AUT 7    | LUX 8    | JPN 11   | EUR Схід | 12                 | 7                 |
| 1998 | Джордан | AUS 8    | BRA ДСК  | ARG 8    | SMR 10   | ESP Схід | MON 8    | CAN Схід | FRA Схід | GBR Схід | AUT 7    | GER 4  | HUN 4    | BEL 1    | ITA 6    | LUX 9    | JPN 4    |          | 6                  | 20                |
| 1999 | Джордан | AUS Схід | BRA Схід | SMR 4    | MON Схід | ESP 7    | CAN Схід | FRA Схід | GBR 5    | AUT 8    | GER Схід | HUN 6  | BEL Т6   | ITA 10   | EUR Схід | MAL Схід | JPN Схід |          | 12                 | 7                 |